# سیارک ۱۱۷۶۱
سیارک ۱۱۷۶۱ (به انگلیسی: 11761 Davidgill، نامگذاری:4868P-L) یازده هزار و هفتصد و شصت و یکمین سیارک کشف شده‌است که در ۲۴ سپتامبر ۱۹۶۰ کشف شد.